# Estación Cadetes de Chile
Cadetes de Chile es una estación ferroviaria ubicada en el paraje rural de Alpatacal, Departamento La Paz, Provincia de Mendoza, República Argentina. 

## Toponimia
Debido al accidente ferroviario ocurrido el 7 de julio de 1927, esta estación cambió su nombre original, Alpatacal, por el de Cadetes de Chile en honor a los doce cadetes chilenos muertos.

## Servicios
No presta servicios de pasajeros. Por sus vías corren trenes de carga de la empresa estatal Trenes Argentinos Cargas.

## Historia
En 1910 fue inaugurada la Estación por parte del Ferrocarril Buenos Aires al Pacífico, en el ramal de Justo Daract a La Paz.